# Campionati mondiali di sollevamento pesi 2021 - 89 kg maschile
Le gare di sollevamento pesi della categoria fino a 89 kg maschile — pesi massimi leggeri — dei campionati mondiali del 2021 si sono svolte dal 12 al 13 dicembre 2021 a Tashkent presso l'Uzbekistan Sport Complex.

## Programma
L'orario indicato corrisponde a quello uzbeko (UTC+05:00)
| Data             | Orario | Evento   |
| ---------------- | ------ | -------- |
| 12 dicembre 2021 | 08:30  | Gruppo C |
| 13 dicembre 2021 | 10:30  | Gruppo B |
| 13 dicembre 2021 | 16:00  | Gruppo A |

## Medagliati
Per ciascun esercizio, i primi tre classificati sono i seguenti:
| Esercizio | Oro                 | Oro    | Argento              | Argento | Bronzo          | Bronzo |
| --------- | ------------------- | ------ | -------------------- | ------- | --------------- | ------ |
| Strappo   | Andranik Karapetyan | 175 kg | Revaz Davitadze      | 171 kg  | Yu Dong-ju      | 167 kg |
| Slancio   | Artëm Okulov        | 205 kg | Sarvarbek Zafarjonov | 205 kg  | Yu Dong-ju      | 204 kg |
| Totale    | Yu Dong-ju          | 371 kg | Sarvarbek Zafarjonov | 371 kg  | Revaz Davitadze | 370 kg |

## Record
Prima di questa competizione, i record mondiali esistenti erano i seguenti:
| Record mondiale | Strappo | Mondiale standard | 179 kg | — | 1º novembre 2018 |
| Record mondiale | Slancio | Mondiale standard | 216 kg | — | 1º novembre 2018 |
| Record mondiale | Totale  | Mondiale standard | 387 kg | — | 1º novembre 2018 |

## Risultati
| Pos. | Atleta                        | Gr. | Peso atleta | Strappo (kg) | Strappo (kg) | Strappo (kg) | Strappo (kg) | Slancio (kg) | Slancio (kg) | Slancio (kg) | Slancio (kg) | Totale   |
| Pos. | Atleta                        | Gr. | Peso atleta | 1            | 2            | 3            | Pos.         | 1            | 2            | 3            | Pos.         | Totale   |
| ---- | ----------------------------- | --- | ----------- | ------------ | ------------ | ------------ | ------------ | ------------ | ------------ | ------------ | ------------ | -------- |
|      | Yu Dong-ju (KOR)              | A   | 88.50       | 160          | 165          | 167          |              | 200          | 204          | 208          |              | 371      |
|      | Sarvarbek Zafarjonov (UZB)    | A   | 88.90       | 162          | 166          | 169          | 4            | 196          | 202          | 205          |              | 371      |
|      | Revaz Davitadze (GEO)         | A   | 88.90       | 165          | 168          | 171          |              | 195          | 199          | 203          | 7            | 370      |
| 4    | Karim Abokahla (EGY)          | A   | 89.00       | 165          | 165          | 165          | 5            | 200          | 207          | 207          | 6            | 365      |
| 5    | Roman Čepik (RWF)             | A   | 88.40       | 162          | 167          | 169          | 8            | 195          | 201          | 206          | 4            | 363      |
| 6    | Artëm Okulov (RWF)            | A   | 88.70       | 153          | 153          | 158          | 14           | 200          | 205          | 208          |              | 363      |
| 7    | Ruslan Kožakin (UKR)          | A   | 88.90       | 160          | 164          | 164          | 6            | 192          | 197          | 201          | 8            | 361      |
| 8    | Diego Betancur (COL)          | A   | 87.70       | 158          | 162          | 162          | 13           | 200          | 204          | 205          | 5            | 358      |
| 9    | Jhor Moreno (COL)             | A   | 88.90       | 157          | 162          | 162          | 9            | 195          | 200          | —            | 11           | 357      |
| 10   | Ayoub Mousavi (IRI)           | A   | 89.00       | 155          | 155          | 160          | 12           | 195          | 195          | 201          | 12           | 355      |
| 11   | Rüstem Annaberdiýew (TKM)     | B   | 88.90       | 157          | 162          | 163          | 15           | 190          | 195          | 203          | 10           | 352      |
| 12   | Alex Bellemarre (CAN)         | C   | 86.70       | 154          | 158          | 161          | 10           | 182          | 189          | 192          | 14           | 350      |
| 13   | Krenar Shoraj (ALB)           | B   | 88.60       | 151          | 157          | 163          | 16           | 190          | 194          | 194          | 13           | 347      |
| 14   | Otakhon Imamov (UZB)          | B   | 88.80       | 146          | 151          | 154          | 18           | 186          | 191          | 191          | 15           | 337      |
| 15   | Braydon Kennedy (CAN)         | C   | 88.60       | 145          | 150          | 155          | 17           | 175          | 175          | 180          | 20           | 335      |
| 16   | Artūrs Vasiļonoks (LAT)       | B   | 88.00       | 145          | 150          | 150          | 20           | 177          | 185          | 191          | 17           | 335      |
| 17   | Armands Mežinskis (LAT)       | B   | 88.90       | 145          | 145          | 150          | 19           | 182          | 187          | 187          | 19           | 332      |
| 18   | Travis Cooper (USA)           | C   | 88.40       | 140          | 145          | 148          | 22           | 175          | 181          | 185          | 16           | 330      |
| 19   | Phacharamethi Tharaphan (THA) | B   | 88.70       | 135          | —            | —            | 25           | 195          | 200          | 200          | 9            | 330      |
| 20   | Muhammad Zul Ilmi (INA)       | B   | 88.60       | 143          | 143          | 150          | 24           | 183          | 183          | 187          | 18           | 326      |
| 21   | Daniel Godelli (ALB)          | B   | 87.20       | 145          | 150          | 151          | 23           | 175          | —            | —            | 21           | 320      |
| 22   | Irmantas Kačinskas (LTU)      | C   | 88.00       | 141          | 143          | 146          | 21           | 170          | 175          | 175          | 22           | 316      |
| 23   | Beau Garrett (AUS)            | C   | 88.40       | 125          | 129          | 132          | 26           | 160          | 169          | 172          | 23           | 301      |
| 24   | Arnór Gauti Haraldsson (ISL)  | C   | 83.40       | 128          | 132          | 137          | 27           | 147          | 147          | —            | 24           | 275      |
| —    | Andranik Karapetyan (ARM)     | A   | 88.20       | 167          | 172          | 175          |              | 196          | 196          | 196          | —            | —        |
| —    | Faris Touairi (ALG)           | B   | 88.60       | 155          | 162          | 168          | 7            | 190          | 190          | 191          | —            | —        |
| —    | Pavel Chadasevič (BLR)        | A   | 88.80       | 160          | 160          | 166          | 11           | —            | —            | —            | —            | —        |
| —    | Theodoros Iakovidis (GRE)     | B   | ritirato    | ritirato     | ritirato     | ritirato     | ritirato     | ritirato     | ritirato     | ritirato     | ritirato     | ritirato |